# Alper Uçar
Alper Uçar (né le 19 janvier 1985 à Denizli) est un patineur artistique turc, spécialiste de danse sur glace avec comme partenaire Alisa Agafonova.
Il remporte avec elle 8 médailles internationales dont une médaille d'argent à l'Universiade d'hiver de 2011.
Son couple ne parvient pas à se qualifier pour la finale des Jeux de Sotchi mais parvient à la finale du programme libre quatre ans après en se classant 19e à Pyeongchang.